# 영국 철도 395
영국 철도 395(영어: British Rail Class 395) 또는 재벌린(영어: Javelin)은 영국의 고속철도 차량으로 2009년부터 순차별로 도입했다. 신칸센 400계 전동차 모델을 기반으로 제작되었다. 하이 스피드 1, 인터그래이드 켄트 노선에 운행하고 있다.
6편성으로 구성된 열차로 일본 최초로 영국에 수출한 열차이다. 히타치 제작소에서 제작되었다. 하이 스피드 1 노선에 최고 영업 속도 225km/h로 주행이 가능하며 재래선의 경우 최고 영업 속도 161km/h로 주행이 가능하다.
2012년 하계 올림픽 당시 올림픽 재벌린 셔틀이란 열차로 운행을 시작하면서 7월 28일부터 운행에 들어갔다.